# Заламбани, Мария
Мари́я Заламба́ни (итал. Maria Zalambani) — итальянский литературовед, русистка. Специалист по русскому авангарду.

## Биография
Окончила Болонский университет. Защитила докторскую диссертацию в Высшей школе социальных наук в Париже. Профессор. Автор большого количества работ о «производственничестве» и русском авангарде.